# Francine Charderon
Francine Charderon (1861–1928) est une artiste peintre française, originaire de Lyon.

## Biographie

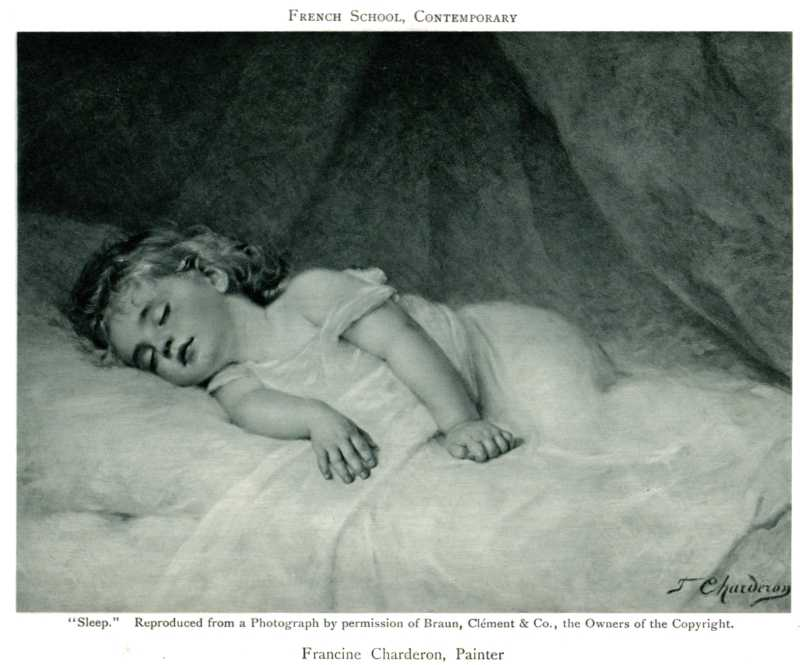
Sommeil

Francine Charderon est née Françoise Pauline Charderon le 6 avril 1861 à Lyon (place Saint-Nizier, 5e arrondissement), d'un père négociant, François Michel Louis Charderon, et de sa femme Pierrette Louise Bienner.
Elle étudie d'abord auprès de Rey et Jean Louis Loubet, puis prend des cours avec Ernest Hébert et Carolus-Duran à Paris.
Elle ouvre son atelier à Lyon, 23 rue du Bât-d'Argent (1er arrondissement).
Francine Charderon peint principalement des portraits de femmes et d'enfants,.
Membre de la Société des artistes lyonnais, elle expose régulièrement lors des salons de peinture  :
- 1886 (Lyon, médaille d'honneur)
- 1892 (Lyon, 3e médaille)
- 1894 (Lyon, 2e médaille)
- 1898 (Tunis, médaille de bronze) [8]
- 1902 (Lyon, 1ère médaille)

Elle meurt le 25 octobre 1928, à l'âge de 67 ans, célibataire, à son domicile et atelier, 23 rue Bât-d'Argent (Lyon, 1er arrondissement).

## Œuvres
- Petite fille aux roses, 1897 (Musée des beaux-arts de Lyon)
- En hiver (Salon de 1900, sur Gallica )
- Le préféré (Salon de 1895, Musée du Luxembourg)
- En pénitence (Salon de la Société des Beaux-Arts de Nice, 1902)[10]
- Les Roses (Salon de la Société des Beaux-Arts de Nice, 1902)[10]
- Blanche et noire, pastel (Salon de la Société des Beaux-Arts de Nice, 1902)[11]
- Sommeil[12].